# 174 км
174 км — упразднённый в 2002 году населённый пункт (тип:железнодорожный разъезд) в Асиновском районе Томской области России. Входил в состав Большедороховского сельского поселения.

## География
Разъезд находился в юго-восточной части региона, в пригороде районного центра города Асино.

## История
Населённый пункт появился при строительстве железной дороги. В селении жили семьи тех, кто обслуживал железнодорожную инфраструктуру разъезда. 
Упразднён согласно Постановлению Государственной Думы Томской области от 28 ноября 2002 года №397.

## Инфраструктура
На территории упразднённого разъезда действует СТ имени Тимирязева, остановочный пункт 174 км. 

## Транспорт
Автомобильный и железнодорожный транспорт.
По  автодороге через улицу Мичурина города Асино связан с областью.